# Janina Böttger
Janina Böttger (nascida a 4 de Abril de 1982 em Merseburg) é uma política alemã que foi eleita membro do Bundestag pelo Die Linke em 2025. Em 2022 foi escolhida como co-presidente do Die Linke na Saxónia-Anhalt.
Possui um Diploma Europeu como Gerente Administrativa.